# Live in Prague
Live in Prague is een livealbum van Hans Zimmer. Het album bevat de liveregistratie van het concert in Praag (2016) uit zijn allereerste tournee door Europa. Het album werd uitgebracht op 3 november 2017 door Eagle Records.
De registratie met beeldmateriaal verscheen gelijktijdig met dezelfde titel op een dvd door Eagle Vision en Universal Music Group.

## Musici
- Hans Zimmer – gitaar, banjo, piano
- Yolanda Charles – basgitaar
- Mike Einziger – gitaar
- Nick Glennie-Smith – keyboard
- Guthrie Govan – gitaar
- Tina Guo – elektrische cello
- Richard Harvey – houtblazers
- Andrew Kawczynski – synthesizer
- Gary Kettel – percussie
- Lucy Landymore – percussie
- Lebo M – zang
- Holly Madge – percussie
- Johnny Marr – gitaar
- Steve Mazzaro – gitaar, keyboard
- Rusanda Panfili – viool
- Andy Pask – contrabas
- Satnam Ramgotra – drums, tabla
- Czarina Russell – buisklokken, zang
- Ann Marie Simpson – viool
- Nathan Stornetta – houten hamer (slagwerk)
- Mel Wesson – synthesizer
- Buyi Zama – zang
- Czech National Symphony Orchestra – orkest

## Tracklijst
| Nr. | Titel | Duur  |
| --- | --- | ----- |
| 1.  | Opening Medley (Driving (Driving Miss Daisy) / Discombobulate (Sherlock Holmes) / Zoosters Breakout (Madagascar)) | 7:37  |
| 2.  | Crimson Tide (Crimson Tide) / 160 BPM (Angels and Demons)                                                         | 12:14 |
| 3.  | Gladiator (The Wheat / The Battle / Elysium / Now We Are Free)                                                    | 12:41 |
| 4.  | Chevaliers de Sangreal (The Da Vinci Code)                                                                        | 4:24  |
| 5.  | The Lion King (Circle of Life (Prelude) / King of Pride Rock (Reprise))                                           | 7:09  |
| 6.  | Pirates of the Caribbean (Captain Jack Sparrow / One Day / Up Is Down / He's a Pirate)                            | 11:57 |
| 7.  | You're So Cool (True Romance)                                                                                     | 2:12  |
| 8.  | Main Theme (Rain Man)                                                                                             | 4:14  |

| Nr. | Titel | Duur  |
| --- | --- | ----- |
| 1.  | What Are You Going to Do When You're Not Saving the World (Man Of Steel)                                                            | 4:50  |
| 2.  | Journey To The Line (The Thin Red Line)                                                                                             | 6:37  |
| 3.  | The Electro Suite (Themes from the Amazing Spider-Man 2)                                                                            | 5:14  |
| 4.  | The Dark Knight Trilogy (Why So Serious? / Like a Dog Chasing Cars / Why Do We Fall? / Introduce a Little Anarchy / The Fire Rises) | 13:10 |
| 5.  | Aurora | 5:57  |
| 6.  | Interstellar (Day One / Cornfield Chase / No Time for Caution / Stay)                                                               | 12:19 |
| 7.  | Inception (Half Remembered Dream / Dream Is Collapsing / Mombasa / Time)                                                            | 13:42 |

## Hitnoteringen

### VlaamseUltratop 200 Albums
| Hitnotering: (Week 1) 11-11-2017 Hitnotering: (Week 2 t/m 3) 02-12-2017 t/m 09-12-2017 Hitnotering: (Week 4) 07-04-2018 | Hitnotering: (Week 1) 11-11-2017 Hitnotering: (Week 2 t/m 3) 02-12-2017 t/m 09-12-2017 Hitnotering: (Week 4) 07-04-2018 | Hitnotering: (Week 1) 11-11-2017 Hitnotering: (Week 2 t/m 3) 02-12-2017 t/m 09-12-2017 Hitnotering: (Week 4) 07-04-2018 | Hitnotering: (Week 1) 11-11-2017 Hitnotering: (Week 2 t/m 3) 02-12-2017 t/m 09-12-2017 Hitnotering: (Week 4) 07-04-2018 | Hitnotering: (Week 1) 11-11-2017 Hitnotering: (Week 2 t/m 3) 02-12-2017 t/m 09-12-2017 Hitnotering: (Week 4) 07-04-2018 | Hitnotering: (Week 1) 11-11-2017 Hitnotering: (Week 2 t/m 3) 02-12-2017 t/m 09-12-2017 Hitnotering: (Week 4) 07-04-2018 | Hitnotering: (Week 1) 11-11-2017 Hitnotering: (Week 2 t/m 3) 02-12-2017 t/m 09-12-2017 Hitnotering: (Week 4) 07-04-2018 | Hitnotering: (Week 1) 11-11-2017 Hitnotering: (Week 2 t/m 3) 02-12-2017 t/m 09-12-2017 Hitnotering: (Week 4) 07-04-2018 | Hitnotering: (Week 1) 11-11-2017 Hitnotering: (Week 2 t/m 3) 02-12-2017 t/m 09-12-2017 Hitnotering: (Week 4) 07-04-2018 |
| Week: | 1 | | 2 | 3 | | 4 | | |
| --- | --- | --- | --- | --- | --- | --- | --- | --- |
| Positie: | 67 | uit | 154 | 195 | uit | 169 | uit | |